# Wat Thai Buddha Apa

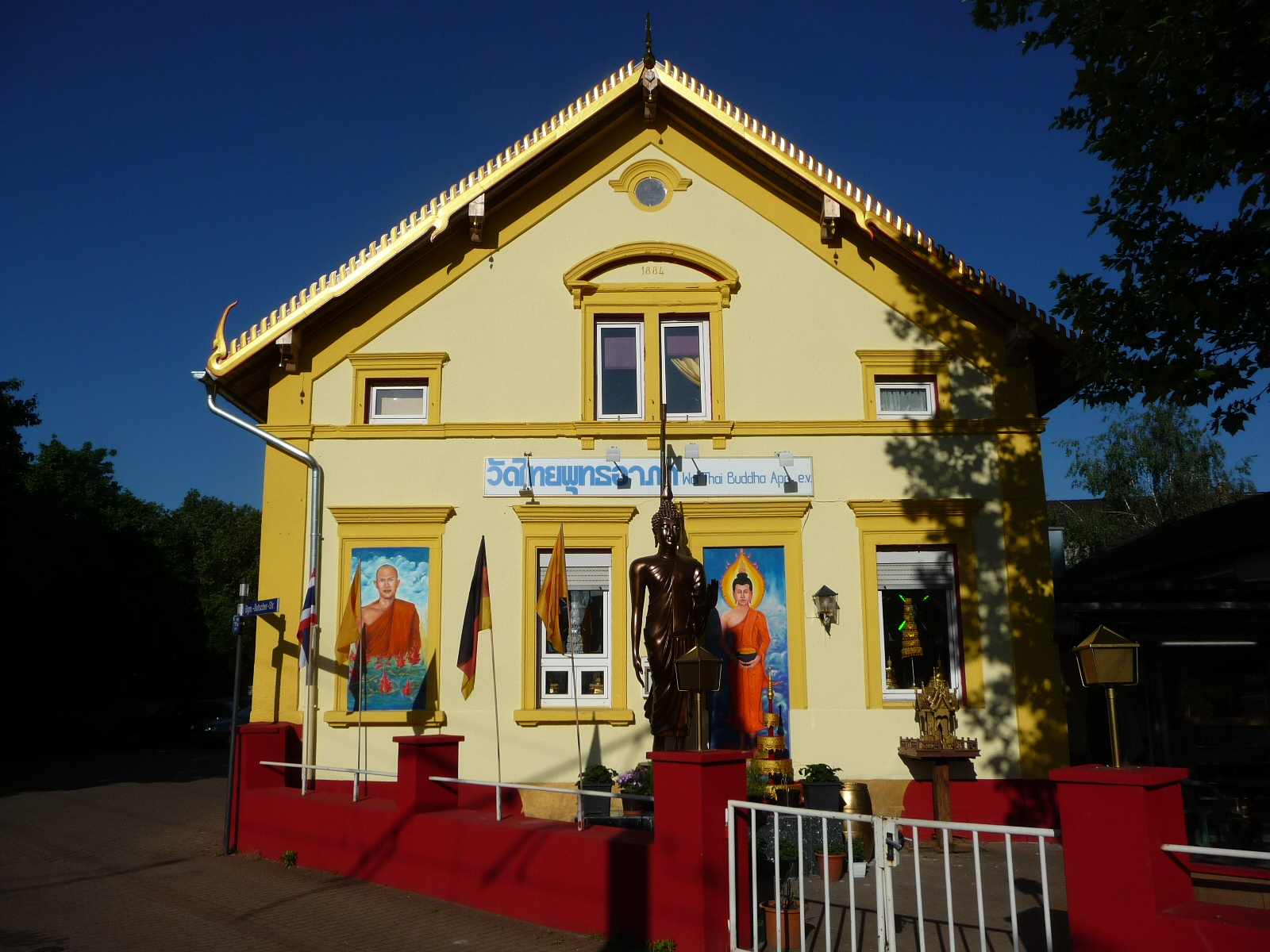
Wat Thai Buddha Apa

Wat Thai Buddha Apa ist ein Kloster (Wat, Thai: วัด) der frühbuddhistischen Theravada-Tradition im Ludwigshafener Stadtteil Mundenheim.
Der buddhistische Tempel wurde 2007 gegründet und wird vom thailändischen Kulturverein Wat Thai Buddha Apa e. V. betreut.
Das Wat Thai Buddha Apa ist eines der wenigen buddhistischen Klöster in Deutschland, die von thailändischen Einwanderern geführt werden. Die Gemeinde umfasst etwa 500 Mitglieder. Einzugsbereich ist der gesamte südwestdeutsche Raum.

## Bildergalerie

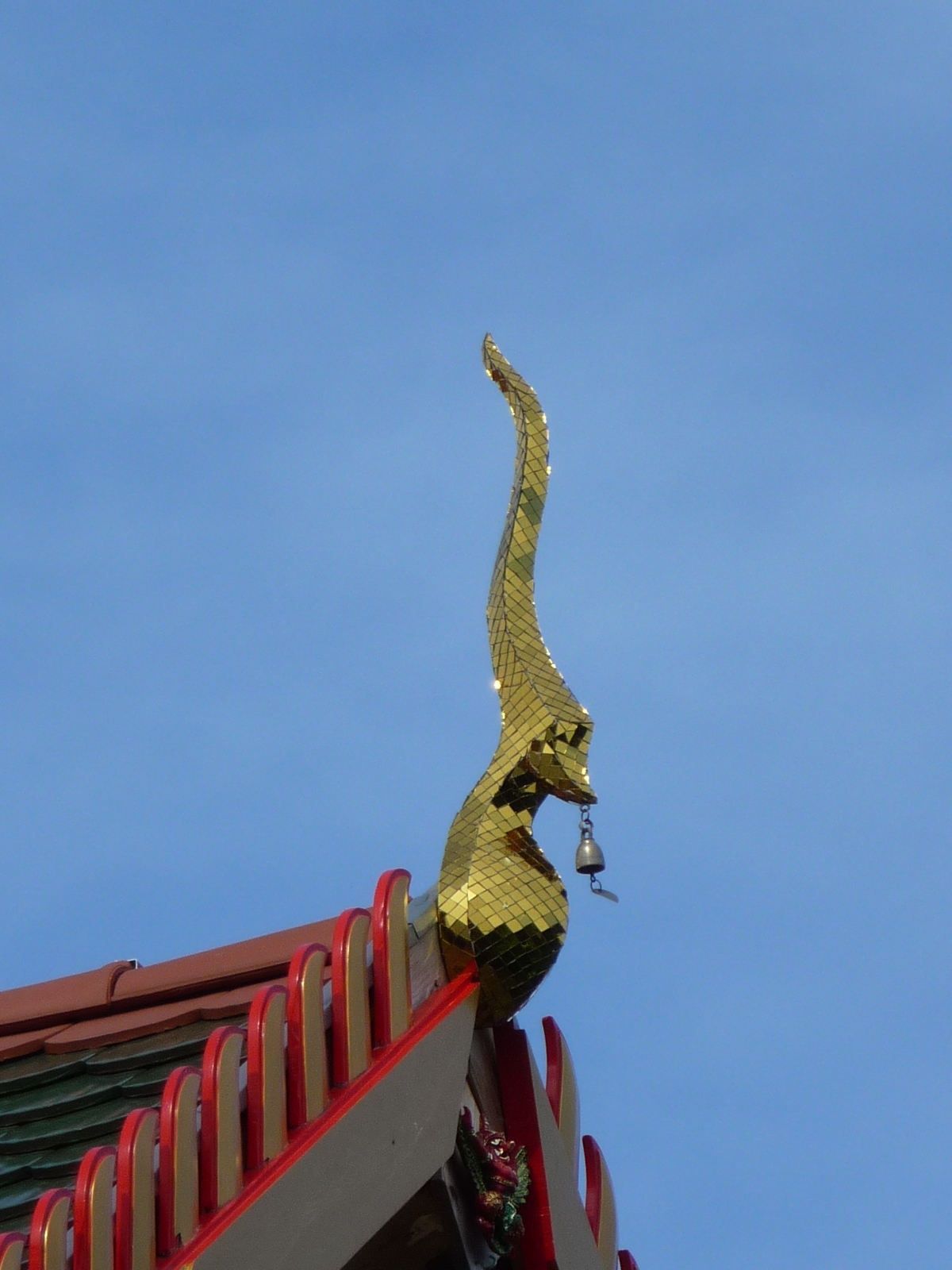
Chofah (Thai: ช่อฟ้า)
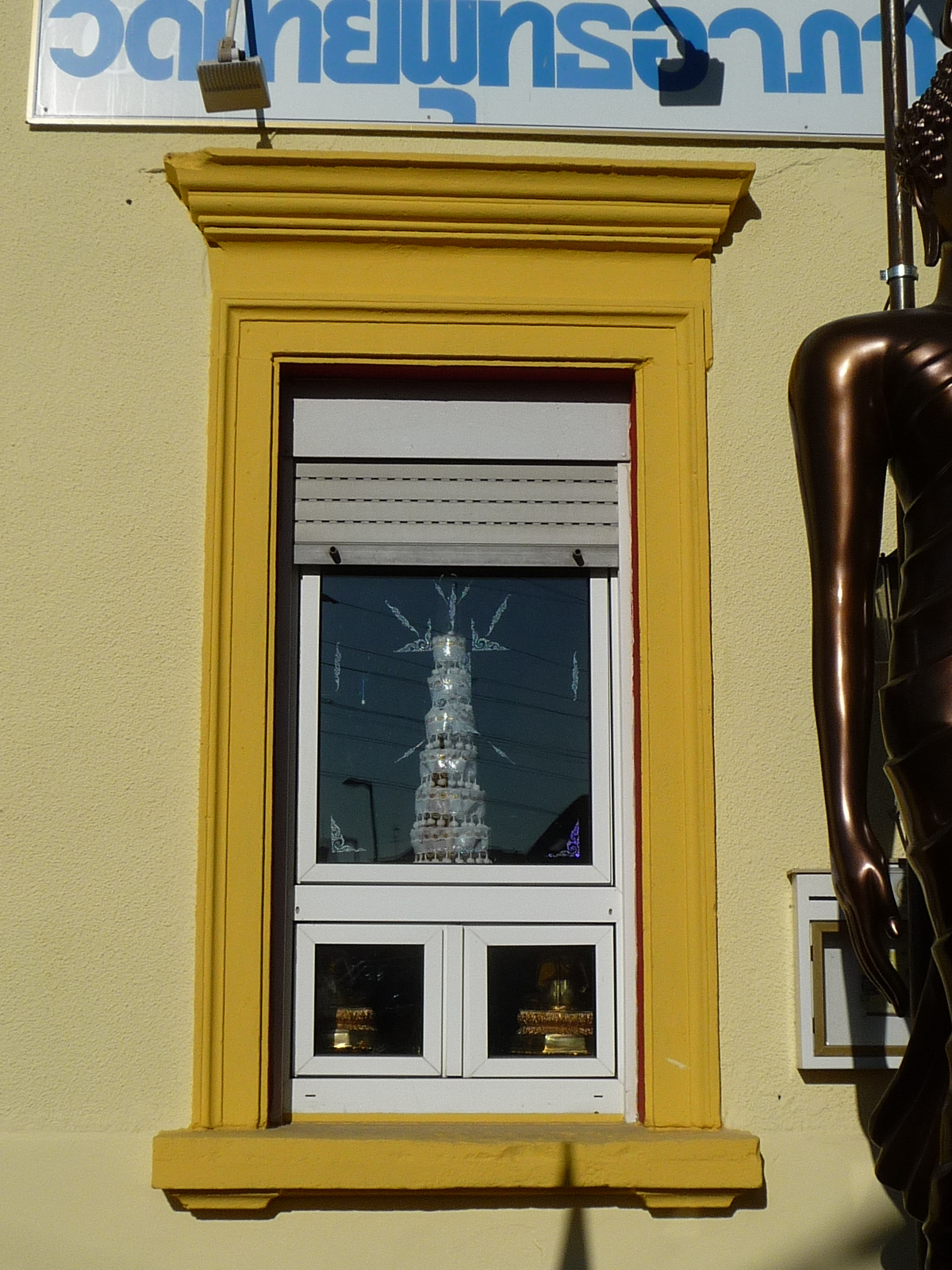
Fenster
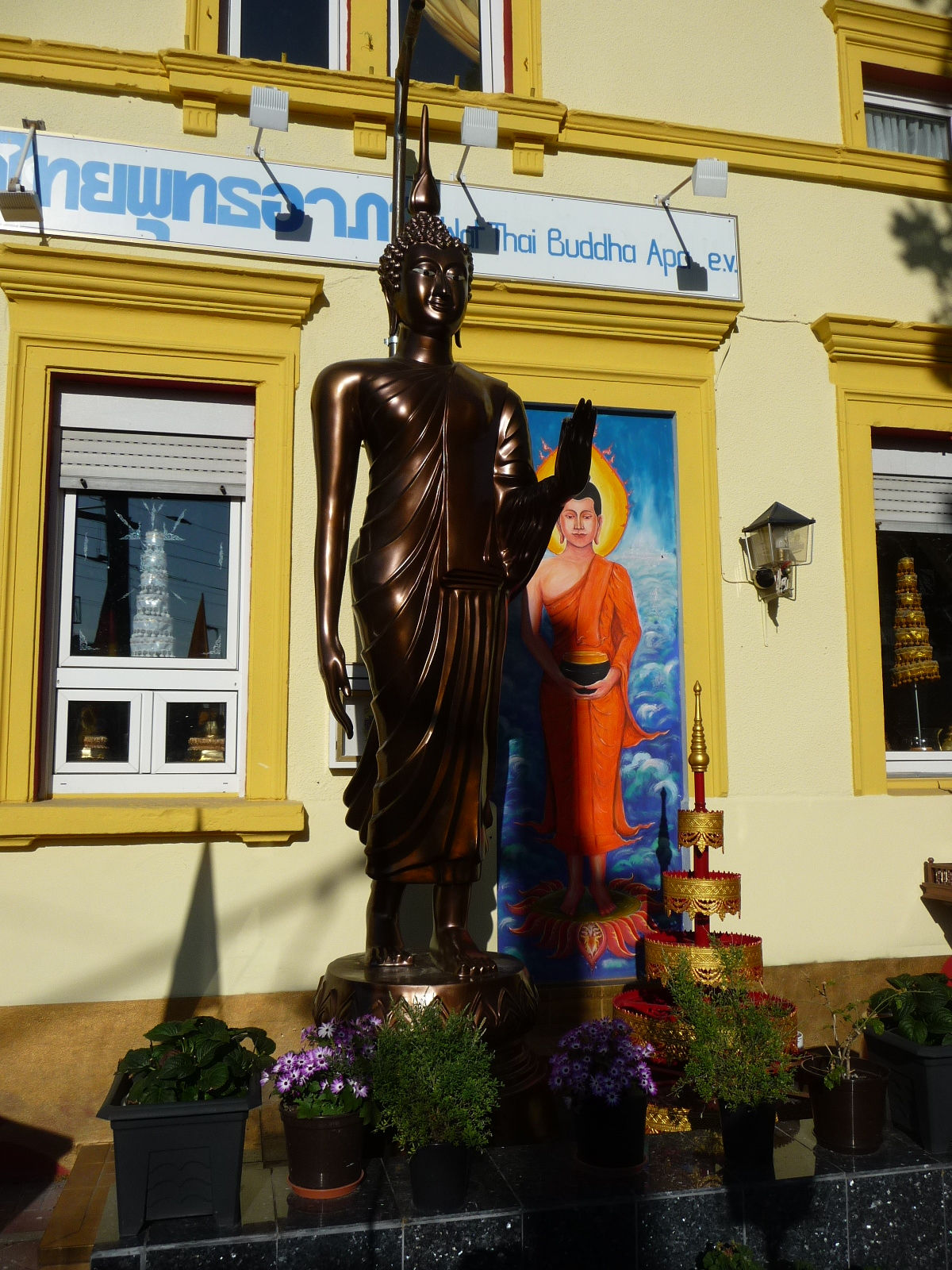
Statue